# Comuna Bălăbănești, Criuleni
Comuna Bălăbănești este o comună din raionul Criuleni, Republica Moldova. Este formată din satele Bălăbănești (sat-reședință), Mălăiești și Mălăieștii Noi.

## Demografie
Conform datelor recensământului din 2014, comuna are o populație de 3.533 de locuitori. La recensământul din 2004 erau 3.554 de locuitori: 49,41% bărbați și 50,59% femei. Compoziția etnică a populației comunei arăta în felul următor:
- 98,87% moldoveni/români
- 0,65% ruși
- 0,31% ucraineni
- 0,06% bulgari
- 0,03% polonezi
- 0,08% alte etnii.

În 2004 au fost înregistrate 1.154 de gospodării casnice, mărimea medie a unei gospodării fiind de 3,1 persoane. La nivelul comunei, gospodăriile casnice erau distribuite, în dependență de numărul de persoane ce le alcătuiesc, asfel:
- 17,24% - 1 persoană
- 18,11% - 2 persoane
- 22,53% - 3 persoane
- 28,60% - 4 persoane
- 9,97% - 5 persoane
- 3,55% - 6 și mai multe persoane.

## Administrație și politică
Componența Consiliului local Bălăbănești (13 consilieri), ales la 5 noiembrie 2023, este următoarea:
|  | Partid                                            | Consilieri | Componență | Componență | Componență | Componență | Componență | Componență |
|  | ------------------------------------------------- | ---------- | ---------- | ---------- | ---------- | ---------- | ---------- | ---------- |
|  | Partidul Acțiune și Solidaritate                  | 6          |            |            |            |            |            |            |
|  | Partidul Schimbării                               | 4          |            |            |            |            |            |            |
|  | Alianța Liberalilor și Democraților pentru Europa | 1          |            |            |            |            |            |            |
|  | Partidul Socialiștilor din Republica Moldova      | 1          |            |            |            |            |            |            |
|  | Coaliția pentru Unitate și Bunăstare              | 1          |            |            |            |            |            |            |